# 洛貢-沙里州

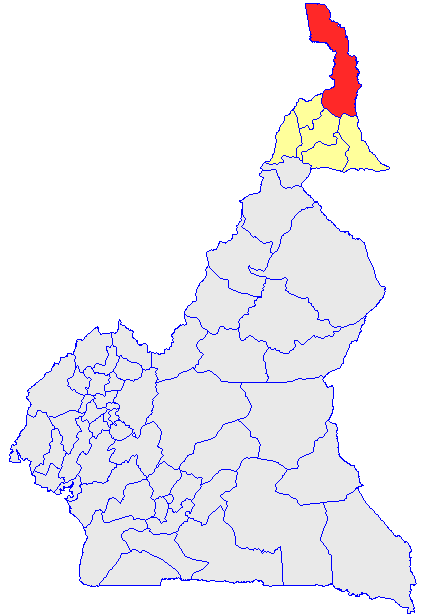

洛貢-沙里州（法語：Logone-et-Chari），是喀麥隆的58個州份之一，位於該國北部，由極北區負責管轄，南面是馬約-達奈州，面積12,133平方公里，2005年人口486,997，人口密度每平方公里40.1人。